# 1910년대 영화
다음은 1910년대 영화에 관한 정보이다. 1910년대 영화계의 사건과 경향에 대해 다룬다.

## 영화 목록
- 1910년 영화
- 1911년 영화
- 1912년 영화
- 1913년 영화
- 1914년 영화
- 1915년 영화
- 1916년 영화
- 1917년 영화
- 1918년 영화
- 1919년 영화

## 같이 보기
- 20세기 영화
- 1900년대 영화
- 1920년대 영화